# حالت بی‌صدا

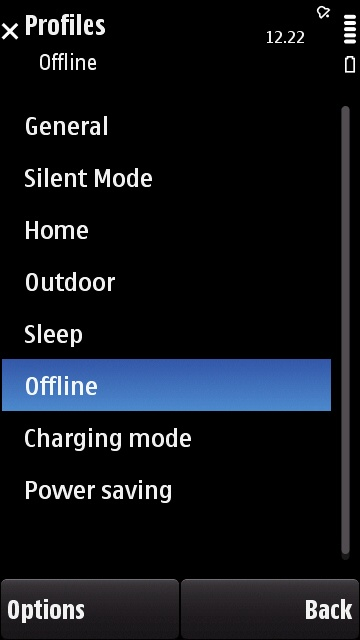
منوی حالات یک گوشی ۵۸۰۰ نوکیا که حالت بی‌صدا در آن به چشم می‌خورد.

حالت بی‌صدا که به آن حالت سایلنت (انگلیسی: silent mode) نیز می‌گویند نوعی تنظیم مخصوص گوشی‌های موبایل و پی‌جو است که با فعال شدنش آهنگ‌های زنگ و هشدار و در برخی موارد حتی حالت لرزش یا زنگ‌های هشدار غیرفعال و بی‌صدا می‌شوند. بر خلاف حالت هواپیما حالت بی‌صدا همچنان به کاربر اجازه می‌دهد تا تماس برقرار کرده و پیامک بفرستد یا دریافت کند.
این گزینه برای موقعیت‌ها یا مکان‌هایی مانند جلسات سخنرانی، کتابخانهها، موزه‌ها، مکان‌های عبادت و همچنین در برخی مکان‌ها که استفاده از حالت سکوت یا خاموش کردن دستگاه اجباری است، مناسب است.